# Вісенте Аррая
Вісенте Аррая Кастро (ісп. Vicente Arraya Castro, 25 січня 1922, Оруро — 21 листопада 1992, Ла-Пас) — болівійський футболіст, що грав на позиції воротаря, зокрема, за клуб «Ферровіаріо» (Ла-Пас), а також національну збірну Болівії.

## Клубна кар'єра
У футболі дебютував 1937 року виступами за команду «Ферровіаріо» (Ла-Пас), в якій провів шість сезонів. 
Протягом 1944—1945 років захищав кольори команди клубу «Атланта».
1945 року повернувся до клубу «Ферровіаріо» (Ла-Пас), за який відіграв 6 сезонів. Завершив професійну кар'єру футболіста виступами за команду «Ферровіаріо» у 1951 році.

## Виступи за збірну
1938 року дебютував в офіційних матчах у складі національної збірної Болівії. Протягом кар'єри у національній команді, з 1938 по 1950 рік, провів у її формі 26 матчів.
У складі збірної був учасником чотирьох чемпіонатів Південної Америки: 1945 року у Чилі, 1946 року в Аргентині, 1947 року в Еквадорі, 1949 року у Бразилії, а також чемпіонату світу 1950 року у Бразилії, де був присутній в заявці, але на поле не виходив.
Помер 21 листопада 1992 року на 71-му році життя у місті Ла-Пас.